# Repêchage d'entrée dans la LNH 1979
Ne pas confondre avec le repêchage d'expansion de la LNH 1979.
1978 1980
Le repêchage d'entrée dans la Ligue nationale de hockey 1979  a eu lieu à l'hôtel Reine Élizabeth à Montréal au Québec (Canada).
Le premier tour de ce repêchage est considéré comme un des meilleurs de l'histoire des repêchages :
- Mike Gartner, Raymond Bourque et Michel Goulet futurs membres du temple de la renommée du hockey furent choisis
- les 21 joueurs du premier tour ont tous joué au minimum 235 matchs dans la LNH. 19 parmi ces 21 ont joué 450 au minimum.

## Sélections par tour[1],[2],[3]
Les sigles suivants seront utilisés dans les tableaux pour parler des ligues mineures:
- AHO: Association de Hockey de l'Ontario – aujourd'hui Ligue de hockey de l'Ontario.
- LHJMQ: Ligue de hockey junior majeur du Québec.
- NCAA: National Collegiate Athletic Association
- LHOC: Ligue de hockey de l'ouest du Canada - aujourd'hui Ligue de hockey de l'ouest
- AMH: Association mondiale de hockey

### 1ertour
| Rang | Équipe LNH               | Nationalité | Joueur          | Repêché de                         |
| ---- | ------------------------ | ----------- | --------------- | ---------------------------------- |
| 1    | Rockies du Colorado      | Canada      | Rob Ramage      | Bulls de Birmingham (AMH)          |
| 2    | Blues de Saint-Louis     | Canada      | Perry Turnbull  | Winter Hawks de Portland (LHOC)    |
| 3    | Red Wings de Détroit     | Canada      | Mike Foligno    | Wolves de Sudbury (AHO)            |
| 4    | Capitals de Washington   | Canada      | Mike Gartner    | Stingers de Cincinnati (AMH)       |
| 5    | Canucks de Vancouver     | Canada      | Rick Vaive      | Bulls de Birmingham (AMH)          |
| 6    | North Stars du Minnesota | Canada      | Craig Hartsburg | Bulls de Birmingham (AMH)          |
| 7    | Black Hawks de Chicago   | Canada      | Keith Brown     | Winter Hawks de Portland (LHOC)    |
| 8    | Bruins de Boston         | Canada      | Raymond Bourque | Éperviers de Verdun (LHJMQ)        |
| 9    | Maple Leafs de Toronto   | Canada      | Laurie Boschman | Wheat Kings de Brandon (LHOC)      |
| 10   | North Stars du Minnesota | Canada      | Tom McCarthy    | Generals d'Oshawa (AHO)            |
| 11   | Sabres de Buffalo        | États-Unis  | Mike Ramsey     | Golden Gophers du Minnesota (NCAA) |
| 12   | Flames d'Atlanta         | Canada      | Paul Reinhart   | Rangers de Kitchener (AHO)         |
| 13   | Rangers de New York      | Canada      | Doug Sulliman   | Rangers de Kitchener (AHO)         |
| 14   | Flyers de Philadelphie   | Canada      | Brian Propp     | Wheat Kings de Brandon (LHOC)      |
| 15   | Bruins de Boston         | Canada      | Brad McCrimmon  | Wheat Kings de Brandon (LHOC)      |
| 16   | Kings de Los Angeles     | Canada      | Jay Wells       | Canadians de Kingston (AHO)        |
| 17   | Islanders de New York    | Canada      | Duane Sutter    | Broncos de Lethbridge (LHOC)       |
| 18   | Whalers de Hartford      | Canada      | Ray Allison     | Wheat Kings de Brandon (LHOC)      |
| 19   | Jets de Winnipeg         | Canada      | Jimmy Mann      | Castors de Sherbrooke (LHJMQ)      |
| 20   | Nordiques de Québec      | Canada      | Michel Goulet   | Bulls de Birmingham (AMH)          |
| 21   | Oilers d'Edmonton        | Canada      | Kevin Lowe      | Remparts de Québec (LHJMQ)         |

### 2etour
| Rang | Équipe LNH             | Nationalité | Joueur            | Repêché de                              |
| ---- | ---------------------- | ----------- | ----------------- | --------------------------------------- |
| 22   | Flyers de Philadelphie | Canada      | Blake Wesley      | Winter Hawks de Portland (LHOC)         |
| 23   | Flames d'Atlanta       | Canada      | Mike Perovich     | Wheat Kings de Brandon (LHOC)           |
| 24   | Capitals de Washington | Canada      | Errol Rausse      | Breakers de Seattle (LHOC)              |
| 25   | Islanders de New York  | Suède       | Tomas Jonsson     | MODO hockey (Elitserien)                |
| 26   | Canucks de Vancouver   | Canada      | Brent Ashton      | Blades de Saskatoon (LHOC)              |
| 27   | Canadiens de Montréal  | Canada      | Gaston Gingras    | Bulls de Birmingham (AMH)               |
| 28   | Black Hawks de Chicago | Canada      | Tim Trimper       | Petes de Peterborough (AHO)             |
| 29   | Kings de Los Angeles   | Canada      | Dean Hopkins      | Knights de London (AHO)                 |
| 30   | Kings de Los Angeles   | Canada      | Mark Hardy        | Canadiens Juniors de Montréal (LHJMQ)   |
| 31   | Penguins de Pittsburgh | Canada      | Paul Marshall     | Alexanders de Brantford (AHO)           |
| 32   | Sabres de Buffalo      | Canada      | Lindy Ruff        | Broncos de Lethbridge (LHOC)            |
| 33   | Flames d'Atlanta       | Canada      | Pat Riggin        | Knights de London (AHO)                 |
| 34   | Rangers de New York    | États-Unis  | Ed Hospodar       | 67's d'Ottawa (AHO)                     |
| 35   | Flyers de Philadelphie | Suède       | Pelle Lindbergh   | AIK Solna (Elitserien)                  |
| 36   | Bruins de Boston       | Canada      | Doug Morrison     | Broncos de Lethbridge (LHOC)            |
| 37   | Canadiens de Montréal  | Suède       | Mats Näslund      | Brynäs IF (Elitserien)                  |
| 38   | Islanders de New York  | Canada      | Billy Carroll     | Knights de London (AHO)                 |
| 39   | Whalers de Hartford    | Canada      | Stuart Smith (en) | Petes de Peterborough (AHO)             |
| 40   | Jets de Winnipeg       | États-Unis  | Dave Christian    | Fighting Sioux du Dakota du Nord (NCAA) |
| 41   | Nordiques de Québec    | Canada      | Dale Hunter       | Wolves de Sudbury (AHO)                 |

### 3etour
| Rang | Équipe LNH               | Nationalité | Joueur           | Repêché de                              |
| ---- | ------------------------ | ----------- | ---------------- | --------------------------------------- |
| 42   | North Stars du Minnesota | États-Unis  | Neal Broten      | Golden Gophers du Minnesota (NCAA)      |
| 43   | Canadiens de Montréal    | Canada      | Craig Levie      | Oil Kings d'Edmonton (LHOC)             |
| 44   | Canadiens de Montréal    | Canada      | Guy Carbonneau   | Saguenéens de Chicoutimi (LHJMQ)        |
| 45   | Red Wings de Détroit     | Canada      | Jody Gage        | Rangers de Kitchener (AHO)              |
| 46   | Red Wings de Détroit     | Canada      | Boris Fistric    | Bruins de New Westminster (LHOC)        |
| 47   | Canucks de Vancouver     | Canada      | Ken Ellacott     | Petes de Peterborough (AHO)             |
| 48   | Oilers d'Edmonton        | Canada      | Mark Messier     | Stingers de Cincinnati (AMH)            |
| 49   | Black Hawks de Chicago   | Canada      | Bill Gardner     | Petes de Peterborough (AHO)             |
| 50   | Kings de Los Angeles     | Canada      | John-Paul Kelly  | Bruins de New Westminster (WCHL)        |
| 51   | Maple Leafs de Toronto   | Canada      | Normand Aubin    | Éperviers de Verdun (LHJMQ)             |
| 52   | Penguins de Pittsburgh   | Canada      | Bennett Wolf     | Rangers de Kitchener (AHO)              |
| 53   | Sabres de Buffalo        | Canada      | Mark Robinson    | Cougars de Victoria (LHOC)              |
| 54   | Flames d'Atlanta         | Canada      | Tim Hunter       | Breakers de Seattle (LHOC)              |
| 55   | Sabres de Buffalo        | Canada      | Jacques Cloutier | Draveurs de Trois-Rivières (LHJMQ)      |
| 56   | Flyers de Philadelphie   | Canada      | Lindsay Carson   | Bighorns de Billings (LHOC)             |
| 57   | Bruins de Boston         | Canada      | Keith Crowder    | Petes de Peterborough (AHO)             |
| 58   | Canadiens de Montréal    | Canada      | Rick Wamsley     | Alexanders de Brantford (AHO)           |
| 59   | Islanders de New York    | Canada      | Roland Melanson  | Spitfires de Windsor (AHO)              |
| 60   | Whalers de Hartford      | Canada      | Don Nachbaur     | Bighorns de Billings (LHOC)             |
| 61   | Jets de Winnipeg         | États-Unis  | Bill Whelton     | Terriers de Boston (NCAA)               |
| 62   | Nordiques de Québec      | États-Unis  | Lee Norwood      | Generals d'Oshawa (AHO)                 |
| 63   | North Stars du Minnesota | Canada      | Kevin Maxwell    | Fighting Sioux du Dakota du Nord (NCAA) |

### 4etour
| Rang | Équipe LNH             | Nationalité       | Joueur           | Repêché de                            |
| ---- | ---------------------- | ----------------- | ---------------- | ------------------------------------- |
| 64   | Rockies du Colorado    | Canada            | Steve Peters     | Generals d'Oshawa (AHO)               |
| 65   | Blues de Saint-Louis   | Canada États-Unis | Bob Crawford     | Royals de Cornwall (LHJMQ)            |
| 66   | Red Wings de Détroit   | Canada            | John Ogrodnick   | Bruins de New Westminster (LHOC)      |
| 67   | Capitals de Washington | Canada            | Harvie Pocza     | Bighorns de Billings (LHOC)           |
| 68   | Canucks de Vancouver   | Canada            | Art Rutland      | Greyhounds de Sault Ste. Marie (AHO)  |
| 69   | Oilers d'Edmonton      | Canada            | Glenn Anderson   | Pioneers de Denver (NCAA)             |
| 70   | Black Hawks de Chicago | Canada            | Louis Bégin      | Castors de Sherbrooke (LHJMQ)         |
| 71   | Kings de Los Angeles   | Canada            | John Gibson      | Flyers de Niagara Falls (AHO)         |
| 72   | Maple Leafs de Toronto | Canada            | Vincent Tremblay | Remparts de Québec (LHJMQ)            |
| 73   | Penguins de Pittsburgh | Canada            | Brian Cross      | Alexanders de Brantford (AHO)         |
| 74   | Sabres de Buffalo      | Canada            | Gilles Hamel     | National de Laval (LHJMQ)             |
| 75   | Flames d'Atlanta       | Canada            | Jim Peplinski    | Marlboros de Toronto (AHO)            |
| 76   | Rangers de New York    | Canada            | Pat Conacher     | Blades de Saskatoon (LHOC)            |
| 77   | Flyers de Philadelphie | Canada            | Don Gillen       | Wheat Kings de Brandon (LHOC)         |
| 78   | Bruins de Boston       | Canada            | Larry Melnyk     | Bruins de New Westminster (LHOC)      |
| 79   | Canadiens de Montréal  | Canada            | Dave Orleski     | Bruins de New Westminster (LHOC)      |
| 80   | Islanders de New York  | Canada            | Tim Lockridge    | Wheat Kings de Brandon (LHOC)         |
| 81   | Whalers de Hartford    | Canada            | Ray Neufeld      | Oil Kings d'Edmonton (LHOC)           |
| 82   | Jets de Winnipeg       | Canada France     | Patrick Daley    | Canadiens Juniors de Montréal (LHJMQ) |
| 83   | Nordiques de Québec    | Tchécoslovaquie   | Anton Šťastný    | Bratislava (Slovaquie)                |
| 84   | Oilers d'Edmonton      | Canada            | Max Kostovich    | Winter Hawks de Portland (LHOC)       |

### 5etour
| Rang | Équipe LNH               | Nationalité   | Joueur          | Repêché de                          |
| ---- | ------------------------ | ------------- | --------------- | ----------------------------------- |
| 85   | Rockies du Colorado      | Canada        | Gary Dillon     | Marlboros de Toronto (AHO)          |
| 86   | Blues de Saint-Louis     | Canada        | Mark Reeds      | Petes de Peterborough (AHO)         |
| 87   | Red Wings de Détroit     | Canada        | Joe Paterson    | Knights de London (AHO)             |
| 88   | Capitals de Washington   | Canada        | Tim Tookey      | Winter Hawks de Portland (LHOC)     |
| 89   | Canucks de Vancouver     | Canada        | Dirk Graham     | Pats de Regina (LHOC)               |
| 90   | North Stars du Minnesota | Canada        | Jim Dobson      | Winter Hawks de Portland (LHOC)     |
| 91   | Black Hawks de Chicago   | Canada        | Lowell Loveday  | Canadians de Kingston (AHO)         |
| 92   | Kings de Los Angeles     | États-Unis    | Jim Brown       | Fighting Irish de Notre Dame (NCAA) |
| 93   | Maple Leafs de Toronto   | Canada Italie | Frank Nigro     | Knights de London (AHO)             |
| 94   | Penguins de Pittsburgh   | Canada        | Nick Ricci      | Flyers de Niagara Falls (AHO)       |
| 95   | Sabres de Buffalo        | Canada        | Alan Haworth    | Castors de Sherbrooke (LHJMQ)       |
| 96   | Flames d'Atlanta         | Canada        | Brad Kempthorne | Wheat Kings de Brandon (LHOC)       |
| 97   | Rangers de New York      | Canada        | Dan Makuch      | Golden Knights de Clarkson (NCAA)   |
| 98   | Flyers de Philadelphie   | Suède         | Thomas Eriksson | Djurgården Hockey (Elitserien)      |
| 99   | Bruins de Boston         | Canada        | Marco Baron     | Juniors de Montréal (LHJMQ)         |
| 100  | Canadiens de Montréal    | Canada        | Yvan Joly       | 67 d'Ottawa (AHO)                   |
| 101  | Islanders de New York    | Canada        | Glen Duncan     | Marlboros de Toronto (AHO)          |
| 102  | Whalers de Hartford      | Canada        | Mark Renaud     | Flyers de Niagara Falls (AHO)       |
| 103  | Jets de Winnipeg         | Suède         | Thomas Steen    | Leksands IF (Elitserien)            |
| 104  | Nordiques de Québec      | Canada        | Pierre Lacroix  | Draveurs de Trois-Rivières (LHJMQ)  |
| 105  | Oilers d'Edmonton        | Canada        | Michael Toal    | Winter Hawks de Portland (LHOC)     |

### 6etour
| Rang | Équipe LNH               | Nationalité | Joueur            | Repêché de                            |
| ---- | ------------------------ | ----------- | ----------------- | ------------------------------------- |
| 106  | Rockies du Colorado      | États-Unis  | Bob Attwell       | Petes de Peterborough (AHO)           |
| 107  | Blues de Saint-Louis     | Canada      | Gilles Leduc      | Éperviers de Verdun (LHJMQ)           |
| 108  | Red Wings de Détroit     | Canada      | Carmine Cirella   | Petes de Peterborough (AHO)           |
| 109  | Capitals de Washington   | Canada      | Greg Theberge     | Petes de Peterborough (AHO)           |
| 110  | Canucks de Vancouver     | Canada      | Shane Swan        | Wolves de Sudbury (AHO)               |
| 111  | North Stars du Minnesota | Canada      | Brian Gualazzi    | Greyhounds de Sault Ste. Marie (AHO)  |
| 112  | Black Hawks de Chicago   | Canada      | Doug Crossman     | 67 d'Ottawa (AHO)                     |
| 113  | Kings de Los Angeles     | Canada      | Jay McFarlane     | Badgers du Wisconsin (NCAA)           |
| 114  | Maple Leafs de Toronto   | Canada      | Bill McCreary     | Raiders de Colgate (NCAA)             |
| 115  | Penguins de Pittsburgh   | Canada      | Marc Chorney      | Fighting Sioux de North Dakota (NCAA) |
| 116  | Sabres de Buffalo        | Canada      | Rick Knickle      | Wheat Kings de Brandon (WCHL)         |
| 117  | Flames d'Atlanta         | Canada      | Glenn Johnson     | Pioneers de Denver (NCAA)             |
| 118  | Rangers de New York      | Canada      | Stan Adams        | Flyers de Niagara Falls (AHO)         |
| 119  | Flyers de Philadelphie   | Canada      | Gordie Williams   | Broncos de Lethbridge (LHOC)          |
| 120  | Bruins de Boston         | Canada      | Mike Krushelnyski | Juniors de Montréal (LHJMQ)           |
| 121  | Canadiens de Montréal    | États-Unis  | Greg Moffett      | Wildcats du New Hampshire (NCAA)      |
| 122  | Islanders de New York    | Canada      | John Gibb         | Falcons de Bowling Green (NCAA)       |
| 123  | Whalers de Hartford      | Canada      | Dave McDonald     | Wheat Kings de Brandon (LHOC)         |
| 124  | Jets de Winnipeg         | Canada      | Tim Watters       | Huskies de Michigan Tech (NCAA)       |
| 125  | Nordiques de Québec      | Canada      | Scott McGeown     | Marlboros de Toronto (AHO)            |
| 126  | Oilers d'Edmonton        | Canada      | Blair Barnes      | Spitfires de Windsor (AHO)            |

## 1000 matchs
Liste des joueurs ayant joués 1000 matchs dans la LNH et ayant été repêché au repêchage de 1979.
- Mark Messier - 1756
- Raymond Bourque - 1612
- Mike Gartner - 1432
- Dale Hunter - 1407
- Guy Carbonneau - 1318
- Kevin Lowe - 1254
- Brad McCrimmon - 1222
- Glenn Anderson - 1129
- Neal Broten - 1099
- Jay Wells - 1098
- Michel Goulet - 1089
- Mike Ramsey - 1070
- Rob Ramage - 1044
- Mike Folignon - 1018
- Brian Propp - 1016
- Dave Christian - 1009
- Laurie Boschman - 1009

## Joueurs intronisés au Temple de la renommée du hockey
- Mike Gartner
- Raymond Bourque
- Michel Goulet
- Kevin Lowe
- Guy Carbonneau
- Mark Messier
- Glenn Anderson